# Relaciones Japón-Venezuela
Las relaciones Japón-Venezuela son las relaciones internacionales entre Japón y Venezuela.

## Primeros japoneses en Venezuela
Los primeros inmigrantes japoneses llegaron a Venezuela a finales de los años veinte, motivados principalmente por explorar oportunidades de negocio tras el inicio de la explotación petrolera en el Estado Zulia en 1914.
Las relaciones formales entre ambos países fueron establecidas en agosto de 1938.  El Ministro de Relaciones Exteriores nipón, Hirofumi Nakasone, señalaba en el 2008 que: "Una de las características de la inmigración japonesa a Venezuela es que fue realizada principalmente por particulares y no a través de políticas migratorias como la realizada al Brasil..."
Venezuela rompió lazos diplomáticos con Japón (y con las otras fuerzas del Eje) en diciembre de 1941, poco después del ataque japonés en Pearl Harbor, las cuales se restablecen en 1951.

## Principales relaciones comerciales

### Orimulsión
En 1988 se empieza la exportación del combustible de producción venezolana Orimulsión, para ser utilizado como combustible para plantas de generación eléctrica. En 1995, la empresa venezolana Bitúmenes del Orinoco (Bitor) realizó una alianza con la japonesa Mitsubishi Corporation, formando la empresa MC Bitor, la cual se dedicó a la comercialización y desarrollo tecnológico de la Orimulsión. Esta asociación inicia un período de cooperación internacional entre empresas privadas del sector petrolero. La Cámara Petrolera presidida por Edgard Romero Nava, destacó que el convenio para comercializar la Orimulsión entre Venezuela y Japón era provechoso para el país y que la Cámara Petrolera le brindaba todo su apoyo.
En 1989 es fundada la Cámara Venezolana Japonesa, por un grupo de empresarios con la intención de incentivar las relaciones comerciales y culturales entre ambos países.
En 1999, el presidente venezolano Hugo Chávez hizo un viaje de tres días a Japón. Los bancos japoneses Marubeni y Mitsui le prestaron a Venezuela 3,5 billones de dólares en 2007 para que fuese pagado en petróleo. El Banco Japonés de Cooperación Internacional ofreció 1,89 billones de dólares en préstamos para apoyar a los bancos. Japón importó el equivalente de un billón de dólares en bienes de Venezuela en 2008, principalmente aluminio, hierro y cacao.
Chávez realizó otro viaje de dos días en 2009, en el cual conoció al primer ministro Taro Aso. Durante el viaje acordaron cooperar en desarrollos de gas y petróleo, y crear un comité para estudiar el financiamiento de desarrollo y exploración. Japón y Venezuela firmaron una docena de otros acuerdos durante la visita de Chávez.
El 23 de diciembre de 2009, Chávez amenazó con expropiar la planta local de ensamblaje de Toyota Motor Corp.

## Misiones diplomáticas

### Embajadores japoneses en Venezuela
- Shuji Shimokoji (2007-2011)[8]
- Tetsuo Shioguchi (2011-2013)[9]
- Tetsusaburo Hayashi (2013-2016)[10]
- Kenji Okada (desde 2016)[11]

### Embajadores venezolanos en Japón
- Carlos Rodríguez Jiménez (1957-1964)[12]
- Jesús Manuel Pérez Morales (1966-1973)[12]
- Freddy Arocha Castresana (1973-1974)[12]
- Tito Aponte López (1976-1978)[12]
- Jesús María Ponce (1979-1985)[12]
- Ernesto Santander (1985-1986)[12]
- Fernando Báez Duarte (1987-1991)[12]
- Jesús Alberto Fernández Jiménez (1991-1993)[12]
- Carlos R. Omaña (1994-1997)[12]
- Carlos Enrique Nones Sucre (1998-1999)[12]
- Carlos Bivero García (2000-2004)[12]
- Seiko Luis Ishikawa Kobayashi (desde 2005, Nisei japonés venezolano)[13]